# Pseudophloeinae
Sous-famille
Les Pseudophloeinae sont une sous-famille d'insectes hémiptères du sous-ordre des hétéroptères (punaises), de la famille des Coreidae.

## Systématique
- La sous-famille a été décrite par l'entomologiste suédois Carl Stål en 1815[1].
- Le genre type pour cette sous-famille est  Pseudophloeus Burmeister, 1835

### Synonymie
- Pseudophloeadae Stål, 1868
- Pseudophloeida Stål, 1868
- Pseudophloeidae Stål, 1868
- Pseudophloeina Stål, 1868
- Arenocorinae Bergroth, 1913

## Liste destribus
- Clavigrallini Stål, 1873 [2]
- Clavigralloides Dolling, 1978 [3]
- Gralliclava Dolling, 1978 [4]
- Oncaspidia Stål, 1873 [5]
- Pseudophloeini Stål, 1868 [6]

## Liste des genres et espèces
Selon NCBI (25 novembre 2021) :
- Arenocoris
  - Arenocoris fallenii
- Bathysolen
  - Bathysolen nubilus
- Ceraleptus
  - Ceraleptus denticulatus
  - Ceraleptus gracilicornis
  - Ceraleptus lividus
  - Ceraleptus pacificus
- Clavigralla
  - Clavigralla elongata
  - Clavigralla shadabi
  - Clavigralla tomentosicollis
- Clavigralloides
  - Clavigralloides acantharis
- Coriomeris
  - Coriomeris denticulatus
  - Coriomeris humilis
  - Coriomeris insularis
  - Coriomeris scabricornis
- Gralliclava
  - Gralliclava horrens
- Loxocnemis
  - Loxocnemis dentator
- Myla
- Nemocoris
  - Nemocoris fallenii
- Pseudomyla
  - Pseudomyla spinicollis
- Psilolomia
- Strobilotoma
  - Strobilotoma typhaecornis
- Ulmicola
  - Ulmicola spinipes